# 0427
0427 è il prefisso telefonico del distretto di Spilimbergo, appartenente al compartimento di Venezia.
Il distretto comprende la parte settentrionale della provincia di Pordenone ed il comune di Forgaria nel Friuli (UD). Confina con i distretti di Tolmezzo (0433) a nord, di Udine (0432) a est, di Pordenone (0434) a sud, di Belluno (0437) a ovest e di Pieve di Cadore (0435) a nord-ovest.

## Aree locali e comuni
Il distretto di Spilimbergo comprende 24 comuni compresi in 1 area locale, nata dall'aggregazione dei 5 preesistenti settori di Cimolais, Clauzetto, Maniago, Meduno e Spilimbergo: Andreis, Arba, Barcis, Castelnovo del Friuli, Cavasso Nuovo, Cimolais, Claut, Clauzetto, Erto e Casso, Fanna, Forgaria nel Friuli (UD), Frisanco, Maniago, Meduno, Montereale Valcellina, San Giorgio della Richinvelda, Sequals, Spilimbergo, Tramonti di Sopra, Tramonti di Sotto, Travesio, Vajont, Vito d'Asio e Vivaro .